# Antropologia econòmica
L'antropologia econòmica és un camp d’estudi multidisciplinari entre les ciències econòmiques i les antropològiques. L'antropologia econòmica és una part de l'antropologia sociocultural que, si bé és inseparable de les altres parts, a causa de la consideració global o holística que per l'antropologia tenen les maneres de vida o les cultures, presenta unes característiques pròpies que permeten la seva anàlisi individualitzada.
L'antropologia econòmica, de manera especial des de mitjans del segle xx, s'ha consolidat com una part de l'antropologia dedicada a l'estudi dels processos de producció, distribució i intercanvi de les societats humanes, amb metodologia pròpiament antropològica. Aquesta apreciació no amaga la importància que ha tingut en el desenvolupament de l'antropologia econòmica la seva interacció amb l'economia.
L'antropologia econòmica ha estat concebuda des de diferents corrents, dels quals els quatre més importants són:
- El Formalisme pel qual l'objecte de l'antropologiaeconòmica és l'estudi de la conducta humana amb relació a l'ús alternatiu d'uns béns escassos, l'interès se centra en les transaccions, més que no pas en la producció.
- El substantivisme entén que la teoria econòmica neoclàssica fou pensada per a un tipus especial d'economia, la de mercat. Aquest tipus d'economia es basa en l'anàlisi dels preus, la qual cosa la fa inaplicable a les societats sense mercats generadors de preus. Els autors d'aquest corrent elaboren models descriptius que relacionen les unitats de producció amb realitats sociopolítiques, tant del passat com del present i s'ocupen fonamentalment de l'organització de la producció i de les formes de circulació.
- El materialisme cultural posa l'èmfasi en la determinació tecnicoambiental, la superioritat del medi i la pressió reproductora en els processos socials.
- El marxisme basa l'anàlisi de les formes i les estructures dels processos materials de cada societat en els conceptes de mode de producció i formació economicosocial, en l'anàlisi de les relacions socials que actuen sobre la producció.